# KISS JAPAN DANCING DYNA-MIX TM NETWORK ARENA TOUR
KISS JAPAN DANCING DYNA-MIX TM NETWORK ARENA TOURはTM NETWORKが1988年に行ったアリーナツアー。

## 概要・エピソード
- KISS JAPANツアー時に「ノリのいい曲が少なく、乗り切れない」というファンからの声に答える形で企画された。曲目もそのファンのリクエストに応えるがごとく、アップテンポな曲が多くなっている。
- このツアーの移動中に小室哲哉が木根尚登にCAROLのコンセプトを打ち明けた。
- このツアー後、小室哲哉がロンドンに移住する旨の発表をした。

## 公演日程・場所
- 3月14・15・16日 国立代々木競技場第一体育館
- 3月19・20日 名古屋市総合体育館レインボーホール
- 3月23・24日 新潟市体育館
- 3月26日 仙台市体育館
- 3月29・31日 大阪城ホール
- 4月2日 福岡国際センター
- 4月4日 広島サンプラザホール
- 4月6日 神戸ワールド記念ホール

## 曲目
1. Be Together
2. Come On Let's Dance
3. Kiss You
4. Resistance
5. Fool on The Planet
6. Time Passed Me By
7. Telephone Line
8. Don't Let Me Cry
9. Children Of The New Century〜KOMURO Keyboard Solo〜Kine Performance (Over The Rainbow)
10. Get Wild
11. Self Control
12. Nervous
13. All-Right All-night
14. You Can Dance
15. Dragon the Festival
16. Beyond The Time
17. Human System〜Ending Theme(Electric Prophet)